# Остеријача (Перуђа)
Остеријача је насеље у Италији у округу Перуђа, региону Умбрија.
Према процени из 2011. у насељу је живело 122 становника. Насеље се налази на надморској висини од 278 м.